# Grejsi
Grejsi ili Grejevi (eng. Greys, sivi), navodni izvanzemaljski biološki entiteti čije postojanje promoviranju NLO entuzijasti, istraživači paranormalnog i sljedbenici New Age doktrine. Ime su dobili po sivoj boji kože.
Ideja o postojanju takvih izvanzemaljskih bića posvjedočena je prvi put 1961. godine, a zasnovana je na slučaju navodne izvanzemaljske otmice bračnog para Hill. Međutim, skeptici tvrde da su slične interpretacije postojale i ranije u znanstveno-fantastičnim filmovima, knjigama i stripovima.

## Izgled
Na temelju iskaza različitih očevidaca, kao i dvojbene autopsije provedene u okviru slučaja Roswell, može se rekonstruirati tipičan izgled ovih stvorenja. Većina izvješća postavlja njihovu visinu između 100 i 140 cm, niže od prosječne visine čovjeka. Glava im je, premna našim standardima proporcionalno veća u odnosu na tijelo. Imaju velike, tamne i lagano ukošene oči, nos je dosta slabo naglašen, usta se mogu opisati kao jedan prorez ili pukotina, dok je zabilježen potpuni izostanak bilo kakvih vidljivih otvora sa strane glave, poput ušne školjke ili bilo kojeg drugog oblika organa sluha.
U nekim slučajevima nisu primjećena usta, a pretpostavka je da im ne služe za govor. Po toj teoriji, pretpostavlja se da komuniciraju uz pomoć telepatije. Vrat i je dugačak i uzak, u nekim slučajevima neprimjetan zbog nekakvog odjevnog predmeta.
Ruke su im duge i tanke i sežu do koljena. Na šakama imaju po četiri prsta, bez palca. Tri prsta su nešto duža od četvrtog. Donji dijelovi tijela, u većini slučajeva nisu dovoljno jasno opisani, no postoje tvrdnje da su im stopala adaptirana životu u vodi.
Koža im je uglavnom sive boja, ali neki svjedoci tvrde da može biti i ružičasto-siva. Nemaju dlake na tijelu, Reproduktivni organi ili spolne razlike među pripadnicima nisu uočljive, pa ufolozi smatraju da se razmnožavaju kloniranjem.

## Tipovi Grejsa
Prema izvorima svjedoka, ufolozi su Grejse podijelili u tri tipa:
- Prvi tip - poznati i kao Rigelijanci, jer navodno dolaze iz zvjezdanog sustava Rigel. Visoki su oko 120 cm, imaju sivu kožu, velike glave u odnosu na tijelo te velike kose oči. Visoko su tehnologizirani, hladni prema ljudima i ne pokazuju nikakvo suosjećanje prema ljudskoj vrsti.
- Drugi tip - potječu iz zvjezdanog sustava Zeta Reticuli. Slični su prvom tipu, iako im se razlikuje raspored prstiju na ruci, a i lica su im ponešto drugačija. Tehnički su razvijeniji od prvog tipa.
- Treći tip - radi se o kloniranim oblicima prvog i drugog tipa. Usne su im tanje ili ih uopće nemaju. Pokoravaju se Grejsima prvog i drugog tipa.

## Otmice od strane Grejsa
Danas u svijetu postoji mnogo ljudi koji tvrde da su bili žrtve otmice od strane grejsa. Većina žrtava ima tzv. osjećaj izgubljenog vremena, no postaje svijesna događaja tek nakon izvjesnog vremena ili po podvrgnuću hipnozi.
Prema svjedočanstvima, neke ljude otmu samo jednom u životu, za razliku od drugih koji su žrtve uzastopnih otmica tijekom cijelog života. Štoviše, prema tvrdnjama otetih, kontakti ljudi s Grejsima mogu se protezati i kroz čitave generacije pojedinih obitelji.
Istraživači NLO fenomena i osobito fenomena izvanzemaljskih otmica, navode da su razlozi tih otmica različiti i još uvijek većim dijelom nerazjašnjeni. Pojedine teorije sugeriraju kako je Grejsima potrebna ljudska DNK da bi riješili problem sterilnosti svoje rase ili da bi stvorili hibride ljudi i izvanzemaljaca zbog neke nepoznate svrhe. Otmice ljudi, naime, često uključuju svojevrsne preglede ljudskih reproduktivnih organa, osobito ženskih, kao i umjetno začeće te implementaciju hibridnog fetusa u tijelo žene. Nakon određenog vremena, kada trudnoća uznapreduje, žene bivaju ponovno otete, a nerođeno dijete odstranjeno iz tijela. Taj fenomen poznat je pod imenom izgubljene trudnoće.